# سبورتينغ لشبونة
نادي سبورتينغ أو نادي سبورتينغ البرتغال (بالبرتغالية: Sporting Clube de Portugal) أو كما يعرف عالمياً باسم سبورتينغ لشبونة هو نادي كرة قدم من لشبونة، البرتغال. تأسس الفريق عام 1902 تحت مسمى Sport Club de Belas، وبعد عامين تم تغير الاسم إلى Campo Grande Sporting Club. ولكن في 1 يوليو 1906 أخذ مسماه الحالي وأصبح نادي سبورتينغ البرتغال.
وجاءت فكره تأسيس النادي من قبل جوزي هولتريمان روكيت الذي ساعده جده «فيكنت وف الفالاد» الذي أعطاه المال والأرض الذي احتاجها جوزي هولتريمان لـ يصبح الرئيس الأول لسبورتنغ.
يعد نادي سبورتينغ مع كل من بنفيكا ونادي بورتو أقوى ثلاثة أندية في البرتغال. فهو أكثر فريق برتغالي حصدً للألقاب. فقد استطاع الفوز بلقب الدوري البرتغالي 20 مرة وفاز بلقب كأس البرتغال 17 مرة، وكذلك فاز بلقب كأس السوبر البرتغالي في 9 مناسبات وكأس الدوري البرتغالي في 4 مناسبات. بينما على الصعيد الأوروبي فقد أحرز الفريق لقب كأس الكؤوس الأوروبية مرة واحدة في موسم 1963-64.
يلعب نادي يبورتينغ مبارياته الرسمية على ملعب جوسيه ألفالادي والذي أكتمل بنائه في 2004 يتسع لحضور 50,049 متفرج، استضاف الملعب المباراة النهائية من كأس الاتحاد الأوروبي عام 2005، حين خسر سبورتينغ أمام نادي سسكا موسكو.

## تشكيلة الفريق
آخر تحديث: 22 أبريل 2015.

ملاحظة: تشير الأعلام إلى المنتخب الوطني على النحو المحدد في قواعد الأهلية للفيفا. قد يحمل اللاعبون أكثر من جنسية واحدة غير تابعة للفيفا.
| الرقم | البلد    | المركز | اللاعب            |
| ----- | -------- | ------ | ----------------- |
| 1     | البرتغال | حارس   | روي باتريسيو      |
| 2     | مصر      | مدافع  | رامي ربيعة        |
| 4     | البرازيل | مدافع  | جيفيرسون ناسيمنتو |
| 5     | البرازيل | مدافع  | إيورتون           |
| 7     | مصر      | وسط    | شيكابالا          |
| 8     | البرتغال | وسط    | أندريه مارتنس     |
| 10    | كولومبيا | مهاجم  | فريدي مونتيرو     |
| 11    | إسبانيا  | وسط    | دييغو كابيل       |
| 13    | البرتغال | مدافع  | ميغيل لوبيس       |
| 14    | البرتغال | وسط    | ويليام كارفاليو   |
| 17    | البرتغال | وسط    | خواو ماريو        |
| 18    | بيرو     | مهاجم  | أندريه كاريلو     |

| الرقم | البلد     | المركز | اللاعب          |
| ----- | --------- | ------ | --------------- |
| 19    | اليابان   | مهاجم  | جونيا تاناكا    |
| 22    | البرازيل  | حارس   | مارسيلو بويك    |
| 23    | البرتغال  | وسط    | أدريين سيلفا    |
| 24    | إسبانيا   | وسط    | أوريول روسيل    |
| 26    | البرتغال  | مدافع  | باولو أوليفيرا  |
| 27    | إسكتلندا  | وسط    | ريان جولد       |
| 29    | فرنسا     | مدافع  | مامادو نابي سار |
| 33    | الأرجنتين | مدافع  | جوناثان سيلفا   |
| 36    | البرتغال  | مهاجم  | كارلوس مانويل   |
| 41    | البرتغال  | مدافع  | سيدريك سواريس   |
| 55    | البرتغال  | مدافع  | توبياس فيغيريدو |
| 77    | البرتغال  | وسط    | ناني            |
| 81    | البرتغال  | مدافع  | أندري جيرالديز  |

## إنجازات النادي

### محلياً
- الدوري البرتغالي (21 مرة): 1940–41، 1943–44، 1946–47، 1947–48، 1948–49، 1950–51، 1951–52، 1952–53، 1953–54، 1957–58، 1961–62، 1965–66، 1969–70، 1973–74، 1979–80، 1981–82، 1999–2000، 2001–02، 2020–21، 2023–24، 2024–25.[9]
- كأس البرتغال (17 مرة): 1940–41، 1944–45، 1945–46، 1947–48، 1953–54، 1962–63، 1970–71، 1972–73، 1973–74، 1977–78، 1981–82، 1994–95، 2001–02، 2006–07، 2007–08، 2014–15، 2018–19.[9]
- كأس السوبر البرتغالي (9 مرات): 1982، 1987، 1995، 2000، 2002، 2007، 2008، 2015، 2021.
- كأس الدوري البرتغالي (3 مرات): 2017–18، 2018–19، 2020–21
- كأس بطولة البرتغال (4 مرات): 1922–23، 1933–34، 1935–36، 1937–38

### قارياً
- كأس الكؤوس الأوروبية (مرة): 1963–64.[9]